# Герреро Гутьеррес, Лоренсо
Лоре́нсо Герре́ро Гутье́ррес (исп. Lorenzo Guerrero Gutiérrez; 13 ноября 1900 года, Гранада, Никарагуа — 15 апреля 1981 года, там же) — никарагуанский дипломат и государственный деятель, президент Никарагуа (1966—1967).

## Биография
Считался доверенным лицом диктатора Анастасио Сомосы.
- 1934—1937 гг. — министр образования Никарагуа.
- 1937—1943 и 1944—1946 гг. — посол в Мексике.
- 1963—1966 гг. — один из трёх вице-президентов Никарагуа, одновременно — министр внутренних дел.

После смерти Рене Шика в течение года был президентом страны (1966—1967). 22 января 1967 г. в Манагуа произошло своё «кровавое воскресенье», известное как Бойня на Авенида Рузвельт, в результате которой, по разным данным, погибло от 1000 до 1500 человек.
В 1967—1972 гг. — министр иностранных дел Никарагуа. 14 июля 1971 г. подписал решение об отмене Договора Брайана — Чаморро.